# Billy Meier
„Billy” Eduard Albert Meier (n. 3 februarie 1937, Bülach⁠(d), cantonul Zürich, Elveția) este un cetățean elvețian, care pretinde că a fost contactat de către ființe umane extraterestre. El este, de asemenea, sursa a peste 1000 de fotografii controversate cu OZN-uri, realizate între 1975-1981, despre care pretinde că sunt dovezi ale întâlnirilor sale. El a prezentat și alte dovezi, cum ar fi o înregistrare video și un film documentar, înregistrări audio și probe metalice. Peste 120 de martori oculari ale diferitelor fenomene semnalate au apărut încă din 1975, inclusiv cel puțin 12 de persoane care au fost supuse unor teste la detectorul de minciuni la începutul anilor 1980 (toate testele au reieșit pozitive pentru experiențele lor), precum și fotografiile unor martori oculari la aceleași OZN-uri și evenimente conexe. De asemenea, a existat o confirmare continuă a predicțiilor emise de Meier. Meier a raportat constant contactul său cu extratereștri pe care îi numește Plejaren (extratereștrii de dincolo de roiul stelar Pleiadele), descriindu-i ca fiind ființe umane, ca și noi, care împărtășesc o origine comună cu unele rase umane de pe Pământ.
Meier pretinde a fi a șaptea reîncarnare după o serie de șase profeți care apar în iudaism, creștinism și islam: Enoh, Ilie, Isaia, Ieremia, Jmmanuel (Isus) și Mohamed.
Meier a fost pe scară largă caracterizat ca autorul unei fraude de către sceptici și ufologi, care au sugerat că acesta a folosit modele pentru a falsifica fotografiile despre care susține că prezintă nave spațiale extraterestre.

## Fundal
Născut în orașul Bülach, în Zürcher Unterland, Meier s-a alăturat Legiunii străine franceze în adolescență, dar spune că în curând a abandonat și s-a întors acasă. În 1965, și-a pierdut brațul stâng într-un accident de autobuz din Turcia. După un timp, s-a întâlnit și s-a căsătorit cu o grecoaică, Kalliope Zafiriou, cu care a făcut trei copii. Porecla "Billy" i-a dat-o un prieten american care credea că stilul de cowboy al lui Meier îi aducea aminte de "Billy the Kid". Această anecdotă a fost spusă de Meier într-un interviu acordat lui Bob Zanotti de la Radio Elveția International în iunie 1982.

## Presupuse contacte extraterestre
Meier pretinde că întâlnirile sale cu extratereștri au început în 1942, la vârsta de cinci ani, când ar fi întâlnit un bărbat Plejaren în vârstă  denumit "Sfath". După moartea lui Sfath în 1953, potrivit lui Meier, ar fi început să comunice cu o femeie extraterestră (deși nu un Plejaren) numită „Asket“. Toate contactele au încetat în 1964, a spus el, apoi au fost reluate pe 28 ianuarie 1975, când a întâlnit-o pe „Semjase“, nepoata lui Sfath, și la scurt timp după aceea un alt bărbat Plejaren numit „Ptaah“. Alți plejarieni, inclusiv o femeie numită "Nera", s-au alăturat de atunci dialogului cu Billy Meier. Fotografiile acestor două femei au fost ulterior dovedite a fi falsificate.
Imaginea cu Asket a fost identificată ca aparținând cântăreței și dansatoarei Michelle DellaFave din The Dean Martin Show.
Meier a fondat o mișcare religioasă bazată pe pretinsele sale contacte cu Semjase, numită Freie Interessengemeinschaft für Grenz- und Geisteswissenschaften und Ufologiestudien la sfârșitul anilor '70 și a stabilit Semjase Silver Star Center. Sediul mișcării se află în Elveția.